# فرقة الأمن والتدخل للدرك الملكي
فرقة الأمن والتدخل للدرك الملكي هي فرقة أسلحة وتكتيكات خاصة من عناصر النخبة تابعة للدرك الملكي المغربي. وتتركز مهامها في مكافحة الإرهاب، وإنقاذ الرهائن، وحماية الشخصيات، والمراقبة الجوية، والسيطرة البحرية، والاستجابة للكوارث، ومكافحة الجريمة المنظمة.

## التاريخ
في عام 1988، نجحت فرقة الأمن والتدخل للدرك الملكي في إنقاذ تسعة مستكشفين فرنسيين داخل كهف وين تيمدوين، أحد أكبر الأنظمة الكهفية في إفريقيا، وذلك بعد عملية إنقاذ استمرت ثلاثة أيام وشملت إيصال المساعدات إليهم.
في أبريل 2007، شنت فرقة الأمن والتدخل مداهمة في الدار البيضاء استهدفت خلايا إرهابية مشتبه بها، وأسفرت العملية عن مقتل شرطي، بينما فجّر ثلاثة متشددين أنفسهم، فيما قُتل رابع برصاص الشرطة.
في عام 2010، وبعد أحداث مخيم أكديم إزيك الاحتجاجي، نفذت فرقة الأمن والتدخل حملة اعتقالات طالت العديد من المتعاطفين مع جبهة البوليساريو.
وفي عام 2024، شاركت فرقة الأمن والتدخل في مسابقة خاصة بفرق الأسلحة والتكتيكات الخاصة في دولة الكويت، وحققت المركز الـ15.

## الوحدات

عنصر من فرقة الأمن والتدخل للدرك الملكي يقوم بإطلاق طائرة مسيّرة للمراقبة.

تتكون فرقة التدخل التابعة للدرك الملكي من الوحدات التالية:
- فريق التدخل السريع: تنفيذ العمليات الخاصة ضد التهديدات الإرهابية، وإنقاذ الرهائن، واحتواء المواقف عالية الخطورة.

- فريق تفكيك المتفجرات: التعامل مع العبوات الناسفة، وإبطال مفعول المتفجرات، وتقديم الدعم في العمليات التي تتضمن تهديدات متفجرة.

- وحدة الهجوم البحري: تنفيذ عمليات اقتحام السفن والمنشآت الساحلية، وتأمين المياه الإقليمية، والتصدي للتهديدات البحرية.

- وحدة الهجوم الجوي: تنفيذ عمليات إنزال جوي سريع، والدعم في المهمات القتالية والإنقاذ، والاستطلاع الجوي.

- مجموعة الكوماندوز: تنفيذ مهام التدخل السريع، والاستطلاع، وحماية الشخصيات رفيعة المستوى في البيئات الحساسة.

- وحدة الفروسية: تأمين المناطق الوعرة التي يصعب الوصول إليها بالوسائل التقليدية، والمشاركة في مهام الاستطلاع والدوريات الأمنية.
- وحدة المظليين: تنفيذ عمليات الإنزال الجوي، والتدخل السريع في المناطق الصعبة، وتقديم الدعم للقوات البرية في العمليات الخاصة.[8]

## التدريب
يتم اختيار أفراد فرقة التدخل التابعة للدرك الملكي من بين خريجي الأكاديمية الملكية العسكرية بمكناس، ثم يتم نقلهم إلى المدرسة الملكية للدرك في مراكش لمواصلة تدريبهم. ولا يتم قبول سوى المرشحين الذين يتمتعون بقدرات بدنية وذهنية استثنائية للانضمام إلى وحدة التدخل الخاصة للدرك الملكي.

## المهام
تُقاد فرقة التدخل التابعة للدرك الملكي من قبل الكولونيل ماجور، ويقع مقرها الرئيسي في مكان سري بين الصخيرات وتمارة.
وتشمل مهامها مكافحة الإرهاب، وإنقاذ الرهائن، وحماية الشخصيات، والمراقبة الجوية، والسيطرة البحرية، والاستجابة للكوارث، ومكافحة الجريمة المنظمة.
أما وحدة التدخل الخاصة للدرك الملكي، فتضم حوالي مئة عنصر وتعمل في سرية تامة، حيث يتم التكتم على تفاصيل عملياتها الحساسة. ومع ذلك، فقد فتحت الوحدة أبوابها لوسائل الإعلام في بعض المناسبات.
يتم نشر الوحدة بأوامر مباشرة من القيادة العامة للدرك، وهي مُنظمة للاستجابة السريعة لمختلف التهديدات الإرهابية واستعادة النظام العام عند الضرورة.

## وصلات خارجية
- مدونة غير رسمية خاصة بأخبار الدرك الملكي